# Мольвено
Мольве́но (итал. Molveno) — коммуна в Италии, расположена в автономной области Трентино-Альто-Адидже, подчиняется административному центру  Тренто.
Население коммуны, на 01.01.2024 года, составляет 1132 человека, плотность населения — 33,36 чел./км². Коммуна занимает площадь 33,93 км². 
Почтовый индекс — 38018. Телефонный код — 0461.
Покровителем коммуны почитается святой Карло Борромео, день его памяти ежегодно отмечается 4 ноября.

## Демография
Динамика населения:

## Администрация коммуны
Главой коммуны является мэр Маттео Сартори, с 22 сентября 2020 года.
Муниципалитет входит в движение «Соглашение мэров».